# Unione Sportiva Palermo Juventina 1942-1943
Questa voce raccoglie le informazioni riguardanti l'Unione Sportiva Palermo Juventina nelle competizioni ufficiali della stagione 1942-1943.

## Stagione
Questa è stata la seconda ed ultima stagione nella quale la società ha adottato questa denominazione; già da quest'annata i colori sociali tornarono a essere il rosa e il nero.
Neo-promossa in Serie B, la squadra è stata costretta a ritirarsi dopo aver disputato 24 partite, poi annullate, per la proclamazione della Sicilia come zona di guerra con il possibile sbarco degli alleati, che impediva al club di disputare le gare casalinghe: il campionato era rimasto dunque zoppo dopo 29 giornate.
Sempre per cause belliche, la formazione rosanero è stata inoltre sospesa dalla Coppa Italia agli ottavi di finale, perdendo a tavolino la gara contro il Venezia, poi finalista della competizione, tale incontro, originariamente previsto il 27 settembre 1942, non ha avuto luogo per rinuncia dei veneti. Quest'ultimi hanno sostenuto, a motivo della mancata presenza, il poco preavviso nell'organizzazione della partita, il passaggio agli ottavi della Palermo-Juventina è stato infatti decretato a tavolino dopo la mancata disputa del match di ripetizione con il Novara, previsto il 24 settembre. Il ricorso venne accolto e si decise di disputare l'incontro successivamente in data da stabilirsi, ma a causa dell'esclusione (definita però "esonero" riconoscendo le cause di forza maggiore) delle squadre siciliane dalle competizioni nazionali per ragioni belliche, la società palermitana era stata poi impossibilitata a proseguire il torneo, sancendo così la vittoria del Venezia. Lo sbarco in Sicilia non era ancora avvenuto anche se il rischio che si verificasse, ha contribuito in maniera decisiva all'esclusione delle squadre siciliane dai tornei nazionali. In campionato delle 24 gare disputate il Palermo ne ha vinte 5, sei le ha pareggiate, a fronte di 13 sconfitte. In Serie A sono salite Modena e Brescia, mentre le quattro retrocessioni, sono state annullate.

## Rosa
| N. |                   | Ruolo | Calciatore          |
| -- | ----------------- | ----- | ------------------- |
|    | Italia (bandiera) | P     | Ivano Corghi        |
|    | Italia (bandiera) | P     | Ugo Amoretti        |
|    | Italia (bandiera) | P     | Gian Battista Corso |
|    | Italia (bandiera) | D     | Bruno Cappellini    |
|    | Italia (bandiera) | D     | Mario Tozi          |
|    | Italia (bandiera) | D     | Nello Tedeschini    |
|    | Italia (bandiera) | D     | Giuseppe Tinaglia   |
|    | Italia (bandiera) | D     | Luigi Lenzi         |
|    | Italia (bandiera) | C     | Silvio Bonino       |
|    | Italia (bandiera) | C     | Aristide Noseda     |
|    | Italia (bandiera) | C     | Egidio Turchi       |
|    | Italia (bandiera) | C     | Renato Antolini     |
|    | Italia (bandiera) | C     | Aldo Dapas          |

| N. |                   | Ruolo | Calciatore       |
| -- | ----------------- | ----- | ---------------- |
|    | Italia (bandiera) | C     | Aldo Zucchero    |
|    | Italia (bandiera) | C     | Ottorino Dugini  |
|    | Italia (bandiera) | C     | Gaetano Conti    |
|    | Italia (bandiera) | C     | Pasquale Morisco |
|    | Italia (bandiera) | C     | Mario Galassi    |
|    | Italia (bandiera) | C     | Renato Ricci     |
|    | Italia (bandiera) | C     | Dante Petri      |
|    | Italia (bandiera) | C     | Mario Tommaseo   |
|    | Italia (bandiera) | A     | Carmelo Di Bella |
|    | Italia (bandiera) | A     | Alberto Galassi  |
|    | Italia (bandiera) | A     | Pietro Bazan     |
|    | Italia (bandiera) | A     | Candido Arrighi  |
|    | Italia (bandiera) | A     | Moschi           |

## Risultati

### Serie B

#### Girone di andata
| Arbitro: | Scotti (Taranto) |

|                        |           |                |
| Dapas 65’ Zucchero 90’ | Marcatori | 69’, 84’ Orzan |

| Arbitro: | L. Bernardi (Savona) |

|                 |           |                             |
| Polak 2’ (rig.) | Marcatori | 4’ (rig.) Tozi 59’ Zucchero |

| Arbitro: | Poggipollini (Ferrara) |

|                                      |           |           |
| Cadregari 13’ Verrina 70’ Fabbro 80’ | Marcatori | 30’ Bazan |

| Arbitro: | Albanese (Taranto) |

|                                         |           |  |
| Zucchero 10’ Tozi 20’ (rig.) Dugini 25’ | Marcatori |  |

| Arbitro: | Cambi (Livorno) |

|              |           |  |
| Lombardi 55’ | Marcatori |  |

| Palermo 8 novembre 1942 6ª giornata | Palermo-Juventina  | 0 – 0 referto | Padova | Stadio Michele Marrone\| Arbitro: \| Altomare (Taranto) \| |
| Arbitro:                            | Altomare (Taranto) |               |        |                                                            |

| Arbitro: | Fois (Roma) |

|  |           |                   |
|  | Marcatori | 36’, 54’ Costanzo |

| Arbitro: | Carpani (Milano) |

|                      |           |  |
| Varoli 5’ Romani 55’ | Marcatori |  |

| Arbitro: | Zilli (Reggio Emilia) |

|                           |           |             |
| Calzolai 61’ Martelli 72’ | Marcatori | 84’ Galassi |

| Arbitro: | Scotti (Taranto) |

|            |           |  |
| Dugini 14’ | Marcatori |  |

| Palermo 13 dicembre 1942 11ª giornata | Palermo-Juventina | 2 – 0 A tavolino per forfait Alessandria | Alessandria | Stadio Michele Marrone |

| Arbitro: | F. Bianchi (Firenze) |

|                                |           |              |
| Mainardi 14’ Vaglio 48’ Molina | Marcatori | 74’ Zucchero |

| Arbitro: | L. Bernardi (Savona) |

|                |           |  |
| Fornasaris 14’ | Marcatori |  |

| Arbitro: | Tonnetti (Roma) |

|           |           |          |
| Dapas 61’ | Marcatori | 35’ Vigo |

| Arbitro: | Malingher (Roma) |

|                 |           |  |
| Tozi 21’ (rig.) | Marcatori |  |

| Arbitro: | Zavattaro (Casale Monferrato) |

|                      |           |                       |
| Dodi 29’, 88’ (rig.) | Marcatori | 58’ Galassi 63’ Bazan |

| Arbitro: | Sorbi (Genova) |

|                        |           |  |
| Salvi 72’ De Carli 88’ | Marcatori |  |

#### Girone di ritorno
| Arbitro: | Martelli (Livorno) |

|            |           |  |
| Fabbro 58’ | Marcatori |  |

| Palermo 7 febbraio 1943 19ª giornata | Palermo-Juventina | – n.d. | Siena |  |

| Palermo 14 febbraio 1943 20ª giornata | Palermo-Juventina | – n.d. | Napoli |  |

| Arbitro: | Pizziolo (Firenze) |

|                             |           |             |
| Capra 65’, 74’ Gallanti 69’ | Marcatori | 6’ Zucchero |

| Palermo 28 febbraio 1943 22ª giornata | Palermo-Juventina | – n.d. | MATER |  |

| Arbitro: | Chiti (Desenzano del Garda) |

|  |           |           |
|  | Marcatori | 90’ Petri |

| Arbitro: | Viarengo (Asti) |

|                                   |           |  |
| Costanzo 18’, 63’ Castigliano 88’ | Marcatori |  |

| Palermo 21 marzo 1943 25ª giornata | Palermo-Juventina | – n.d. | Anconitana-Bianchi |  |

| Palermo 28 marzo 1943 26ª giornata | Palermo-Juventina | 0 – 0 | Brescia | Stadio Michele Marrone\| Arbitro: \| Tonnetti (Roma) \| |
| Arbitro:                           | Tonnetti (Roma)   |       |         |                                                         |

| Arbitro: | Dellarole (Roma) |

|                                         |           |  |
| Busoni 14’ Eliani 47’ Bonino 65’ (aut.) | Marcatori |  |

| Arbitro: | Carpani (Milano) |

|           |           |  |
| Rosso 29’ | Marcatori |  |

| Palermo 18 aprile 1943 29ª giornata | Palermo-Juventina | – n.d. | Novara |  |

| Palermo 25 aprile 1943 30ª giornata | Palermo-Juventina | – n.d. | Pro Patria |  |

| Pisa 9 maggio 1943 31ª giornata | Pisa | – n.d. | Palermo-Juventina |  |

| Pescara 23 maggio 1943 32ª giornata | Pescara | – n.d. | Palermo-Juventina |  |

| Palermo 30 maggio 1943 33ª giornata | Palermo-Juventina | – n.d. | Savona |  |

| Palermo 6 giugno 1943 34ª giornata | Palermo-Juventina | – n.d. | Cremonese |  |

### Coppa Italia
| Arbitro: | Buratti (Milano) |

|          |           |                   |
| Petri 5’ | Marcatori | 84’ (aut.) Corghi |

| Palermo 24 settembre 1942 Ripetizione sedicesimi di finale | Palermo-Juventina | 2 – 0 A tavolino, per rinuncia del Novara | Novara |  |

| Palermo 27 settembre 1942 Ottavi di finale | Palermo-Juventina | 0 – 2 A tavolino per l'esclusione della Palermo-Juventina. | Venezia |  |

## Statistiche

### Statistiche di squadra
| Competizione | Punti | In casa | In casa | In casa | In casa | In casa | In casa | In trasferta | In trasferta | In trasferta | In trasferta | In trasferta | In trasferta | Totale | Totale | Totale | Totale | Totale | Totale | DR |
| Competizione | Punti | G       | V       | N       | P       | Gf      | Gs      | G            | V            | N            | P            | Gf           | Gs           | G      | V      | N      | P      | Gf     | Gs     | DR |
| ------------ | ----- | ------- | ------- | ------- | ------- | ------- | ------- | ------------ | ------------ | ------------ | ------------ | ------------ | ------------ | ------ | ------ | ------ | ------ | ------ | ------ | -- |
| Serie B      | -     | -       | -       | -       | -       | -       | -       | -            | -            | -            | -            | -            | -            | -      | -      | -      | -      | -      | -      | -  |
| Coppa Italia |       | 2       | 1       | 0       | 1       | 2       | 2       | 1            | 0            | 1            | 0            | 1            | 1            | 3      | 1      | 1      | 1      | 3      | 3      | 0  |
| Totale       |       | 2       | 1       | 0       | 1       | 2       | 2       | 1            | 0            | 1            | 0            | 1            | 1            | 3      | 1      | 1      | 1      | 3      | 3      | 0  |

### Statistiche dei giocatori
| Giocatore     | Serie B  | Serie B | Coppa Italia | Coppa Italia | Totale   | Totale |
| Giocatore     | Presenze | Reti    | Presenze     | Reti         | Presenze | Reti   |
| ------------- | -------- | ------- | ------------ | ------------ | -------- | ------ |
| U. Amoretti   | 4        | -?      | ?            | ?            | 4+       | 0+     |
| R. Antolini   | 17       | 0       | ?            | ?            | 17+      | 0+     |
| C. Arrighi    | 1        | 0       | ?            | ?            | 1+       | 0+     |
| P. Bazan      | 10       | 2       | ?            | ?            | 10+      | 2+     |
| S. Bonino     | 9        | 0       | ?            | ?            | 9+       | 0+     |
| B. Cappellini | 23       | 0       | ?            | ?            | 23+      | 0+     |
| G. Conti      | 2        | 0       | ?            | ?            | 2+       | 0+     |
| I. Corghi     | 19       | -?      | ?            | ?            | 19+      | 0+     |
| A. Dapas      | 14       | 2       | ?            | ?            | 14+      | 2+     |
| C. Di Bella   | 10       | 0       | ?            | ?            | 10+      | 0+     |
| O. Dugini     | 12       | 2       | ?            | ?            | 12+      | 2+     |
| M. Galassi    | 11       | 2       | ?            | ?            | 11+      | 2+     |
| L. Lenzi      | 1        | 0       | ?            | ?            | 1+       | 0+     |
| P. Morisco    | 6        | 0       | ?            | ?            | 6+       | 0+     |
| Moschi        | 1        | 0       | ?            | ?            | 1+       | 0+     |
| A. Noseda     | 21       | 0       | ?            | ?            | 21+      | 0+     |
| D. Petri      | 7        | 1       | ?            | ?            | 7+       | 1+     |
| Riccione      | 1        | 0       | ?            | ?            | 1+       | 0+     |
| N. Tedeschini | 8        | 0       | ?            | ?            | 8+       | 0+     |
| G. Tinaglia   | 1        | 0       | ?            | ?            | 1+       | 0+     |
| Tommaseo      | 11       | 0       | ?            | ?            | 11+      | 0+     |
| M. Tozi       | 22       | 3       | ?            | ?            | 22+      | 3+     |
| E. Turchi     | 21       | 0       | ?            | ?            | 21+      | 0+     |
| A. Zucchero   | 22       | 5       | ?            | ?            | 22+      | 5+     |